# Courtempierre
 Courtempierre  es una población y comuna francesa, situada en la región de Centro, departamento de Loiret, en el distrito de Montargis y cantón de Ferrières-en-Gâtinais.

## Demografía
| 210 | 187 | 182 | 164 | 171 | 203 |
| Para los censos de 1962 a 1999 la población legal corresponde a la población sin duplicidades (Fuente: INSEE [Consultar]) |     |     |     |     |     |